# Коза Хан
Коза Хан или Шёлковый рынок (тур. Koza Hanı)— исторический караван-сарай в Бурсе, Турция. Расположен в центре рыночного района города. Построен в XV веке.

## История
Бурса, являясь первой столицей Османской империи, была также центром производства и торговли шёлком. В XIV-XVI веках в городе было построено большое количество караван-сараев и базаров, что сформировало основную зону местной экономической активности. Коза Хан был построен по указанию султана Баязида II в 1490 году. Для этого было выбрано место рядом с мечетью Орхангази. Архитектором выступил человек по имени Абдул Ула бин Пулад Шах. Строительство завершилось к сентябрю 1491 года.
Доходы султана, которые приносила торговля в Коза Хане, направлялись на финансирование комплекса мечети Баязида в Стамбуле.
Сооружение претерпело многочисленные реставрации и ремонты, в том числе в 1630, 1671 и 1784 годах. Небольшая мечеть в его центре была в последний раз восстановлена в 1946 и 2007 годах.
Коза Хан одновременно был местом постоя иностранных торговцев, складом для их товаров и местом содержания животных. Здесь также находились мастерские ремесленников и многочисленные лавки. В начале XVI века в Коза Хане находилось представительство торгового агента Медичи из Флоренции.
Караван-сарай остаётся центром торговли шёлком в течение многих веков. По состоянию на начало XXI века здесь также находятся магазины с шёлковыми изделиями, кафе и чайные сады. Королева Елизавета II посетила хан в компании президента Турции Абдуллаха Гюля в 2008 году.

## Архитектура
Стены Коза Хана построен из чередующихся слоёв кирпича и камня. Как и большинство типичных караван-сараев он имеет прямоугольную планировку с большим центральным двором размером 45,9 на 37,5 метров. Вокруг двора проходит двухэтажная галерея с небольшими сводчатыми комнатами, которые опоясывают комплекс. На первом этаже — 50 комнат, а на верхнем этаже — 54 комнаты. В центре двора находится небольшая восьмиугольная каменная мечеть, которая возвышается над землей на 8 столбах, куда ведёт мраморная лестница. Это было сделано для того, мечеть не могли запачкать вьючные животные, которых держали торговцы на первом этаже.
Под мечетью на уровне земли находится фонтан и место для ритуальных омовений. Вход в Коза Хан осуществляется через монументальный портал из камня и кирпича. Он украшен спиральной лепниной по краям, а также геометрическими узорами из вставной цветной плитки на перемычках над аркой.

## Галерея

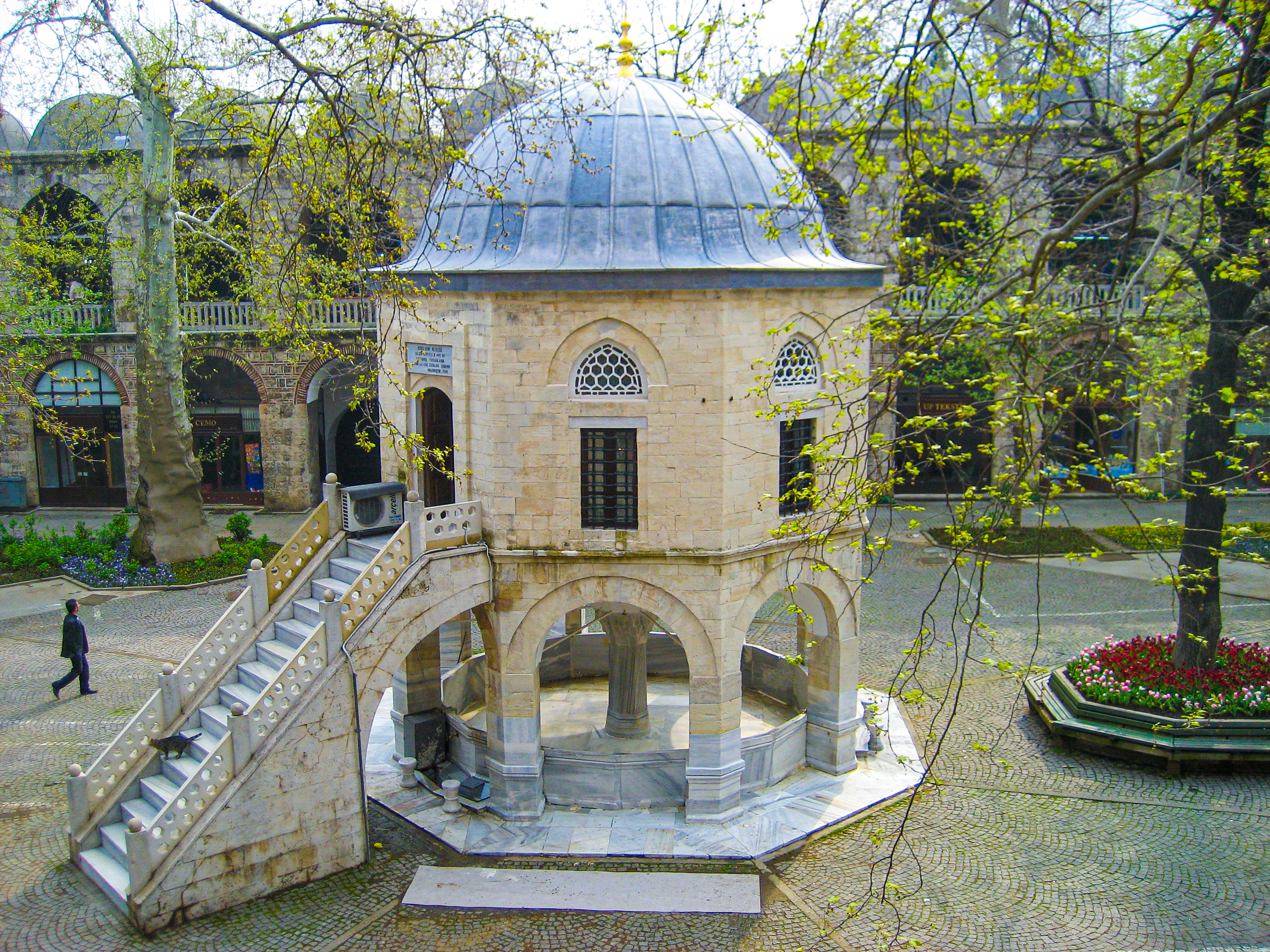
Мечеть во дворе
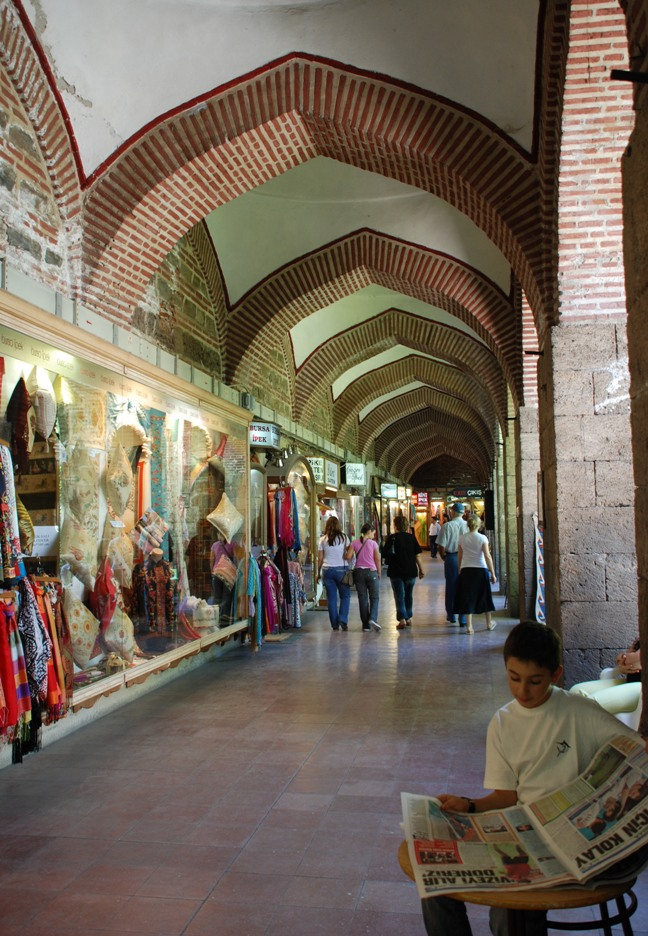
Галерея на первом этаже снаружи
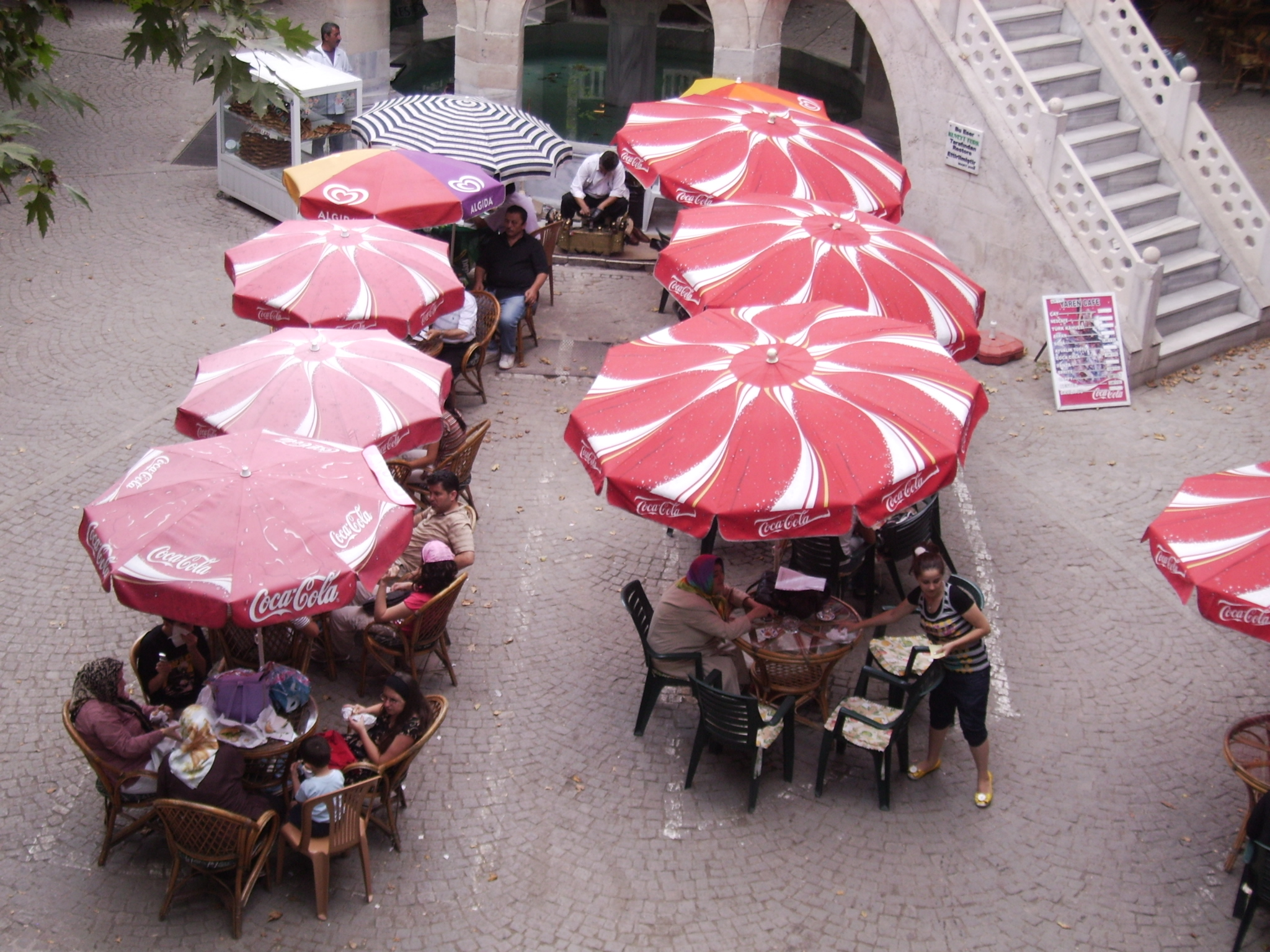
Кафе во дворе
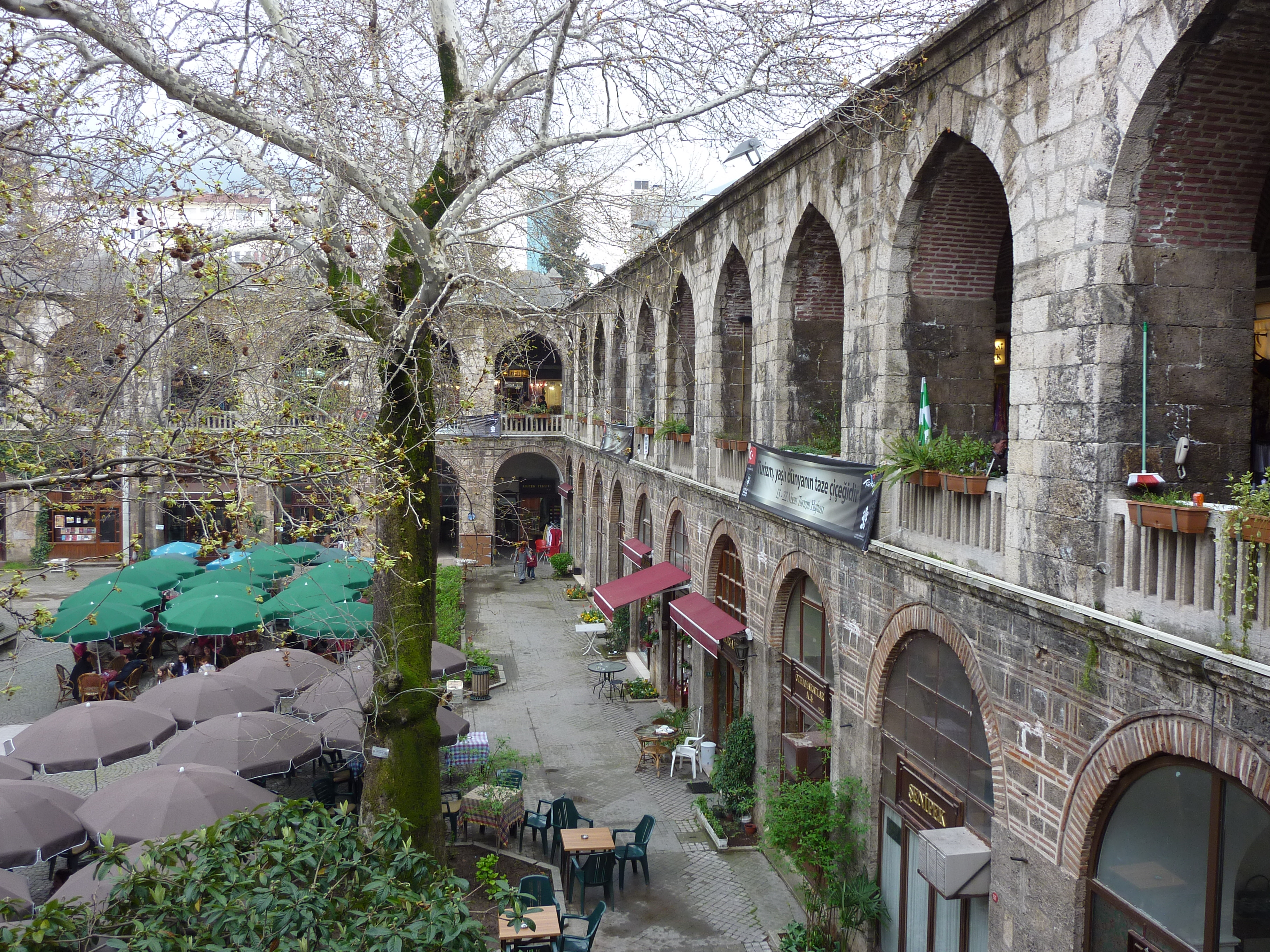
Вид на галереи первого и второго этажа во дворе